# Microstylum griseum
Microstylum griseum är en tvåvingeart som beskrevs av Stanley Willard Bromley 1927. Microstylum griseum ingår i släktet Microstylum och familjen rovflugor.
Artens utbredningsområde är Madagaskar. Inga underarter finns listade i Catalogue of Life.